# ميراب توركادزي
ميراب توركادزي (مواليد 14 أغسطس 1988) هو ملاكم جورجي، مثّل بلاده في الألعاب الأولمبية الصيفية 2012.

## روابط خارجية
ميراب توركادزي على موقع أوليمبيديا (الإنجليزية)